# Sparta (Zweiradfabrik)
Sparta war ein niederländischer Zweiradhersteller. In der Fabrik in Apeldoorn wurden Fahrräder sowie ab den 1950er Jahren bis 1982 auch Mopeds und Motorräder hergestellt. Die Produktion und Markenrechte gehören heute der niederländischen Accell Group, einem der beiden großen niederländischen Fahrradkonzerne.
Die Gründung der Fahrradfabrik erfolgte im Jahre 1917.
Aufgrund der hohen Nachfrage nach Mopeds und Motorrädern wurde die Produktion von Fahrrädern ab 1958 für einige Jahre eingestellt und Sparta wurde der größte niederländische Motorradhersteller.
Als die Nachfrage nach Mopeds abnahm, begann man in den 1960er Jahren wieder mit der Herstellung von Fahrrädern.
1973 wurde ein Rahmen entwickelt, dessen drei Hauptrohre aus einem durchlaufenden Stück Rohr bestanden, dass zu einem Dreieck gebogen und mit Steuerrohr und Tretlagergehäuse verlötet wurde.
Sparta Fahrräder wurden auch unter den Markennamen Romein, Het Vaandel, Tomos, Wellington und Resident verkauft.
1982 wurde die Produktion von Mopeds und Motorrädern eingestellt. 1985 wurde mit Sachs begonnen, ein Fahrrad mit Zweitakthilfsmotor zu bauen, der später von einem Elektromotor abgelöst wurde.

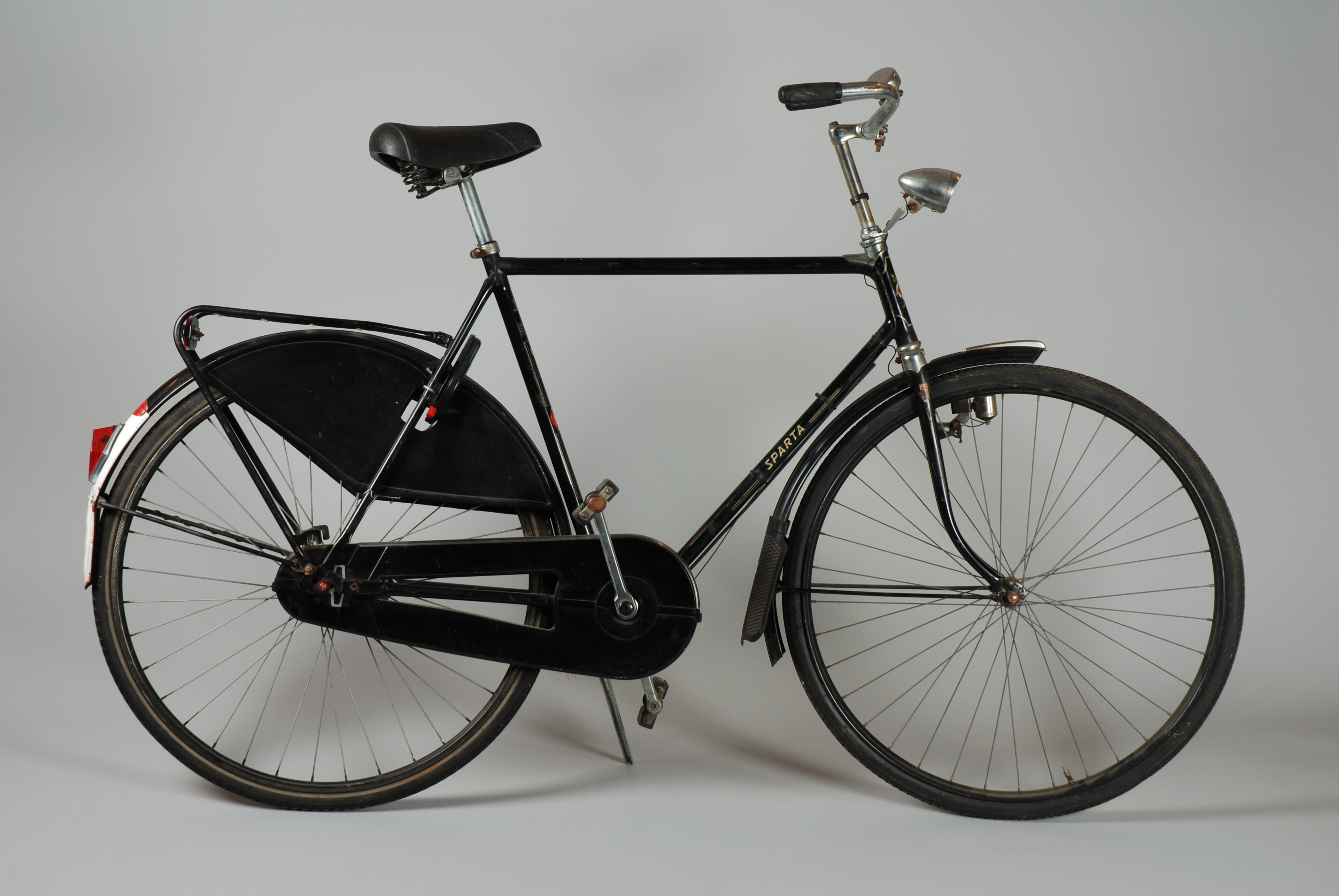
Hollandrad (Bj. 1950–1958)
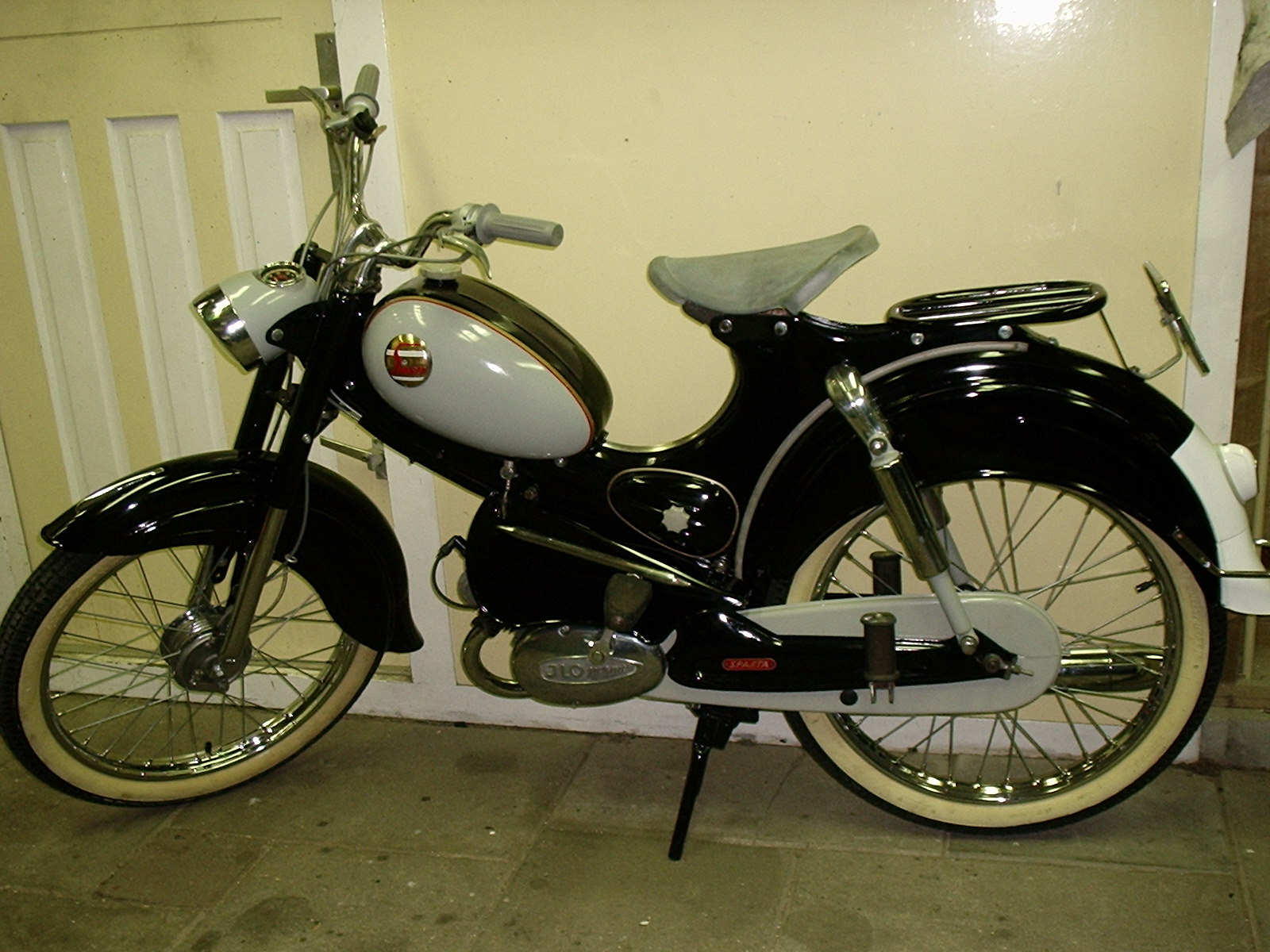
Moped (Bj. 1957)
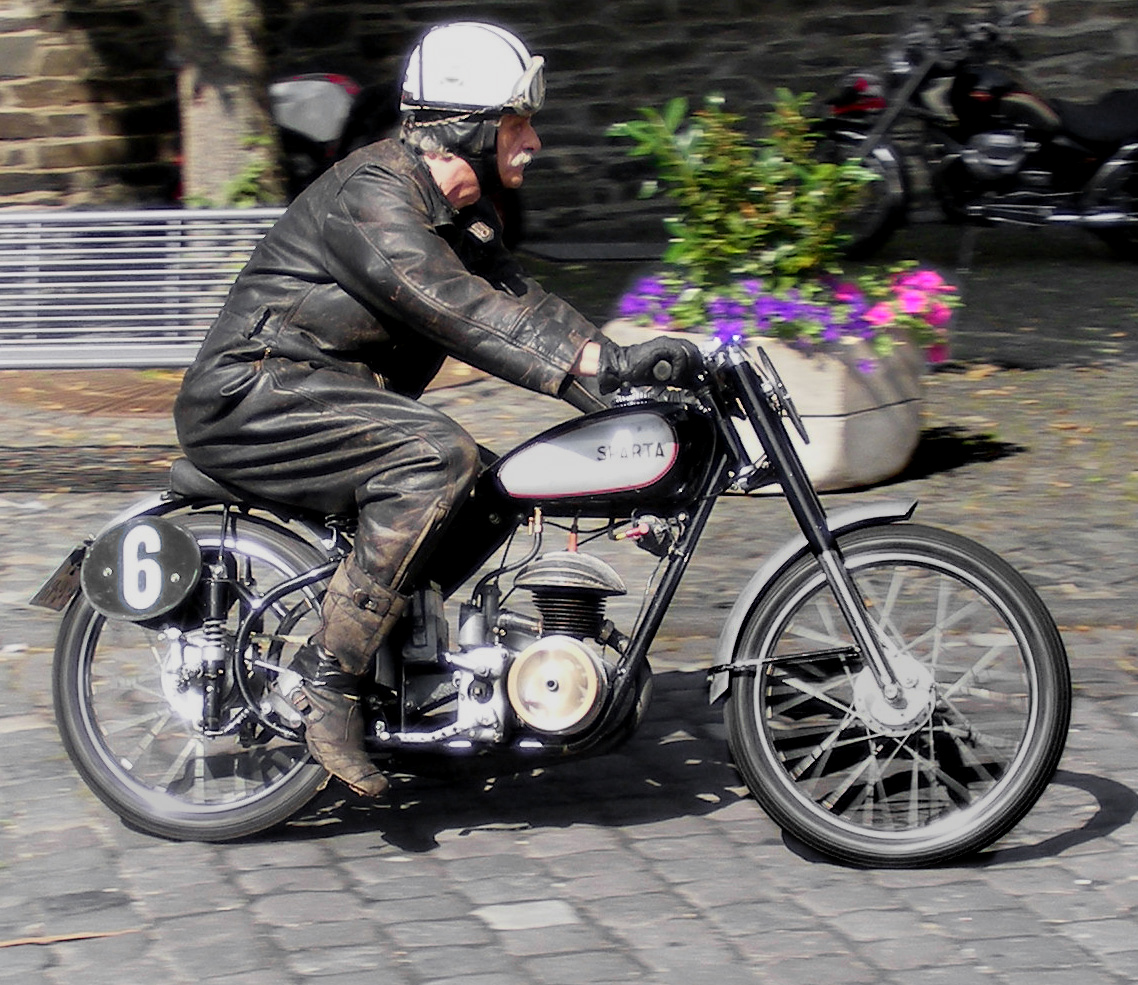
Sparta Rennmaschine
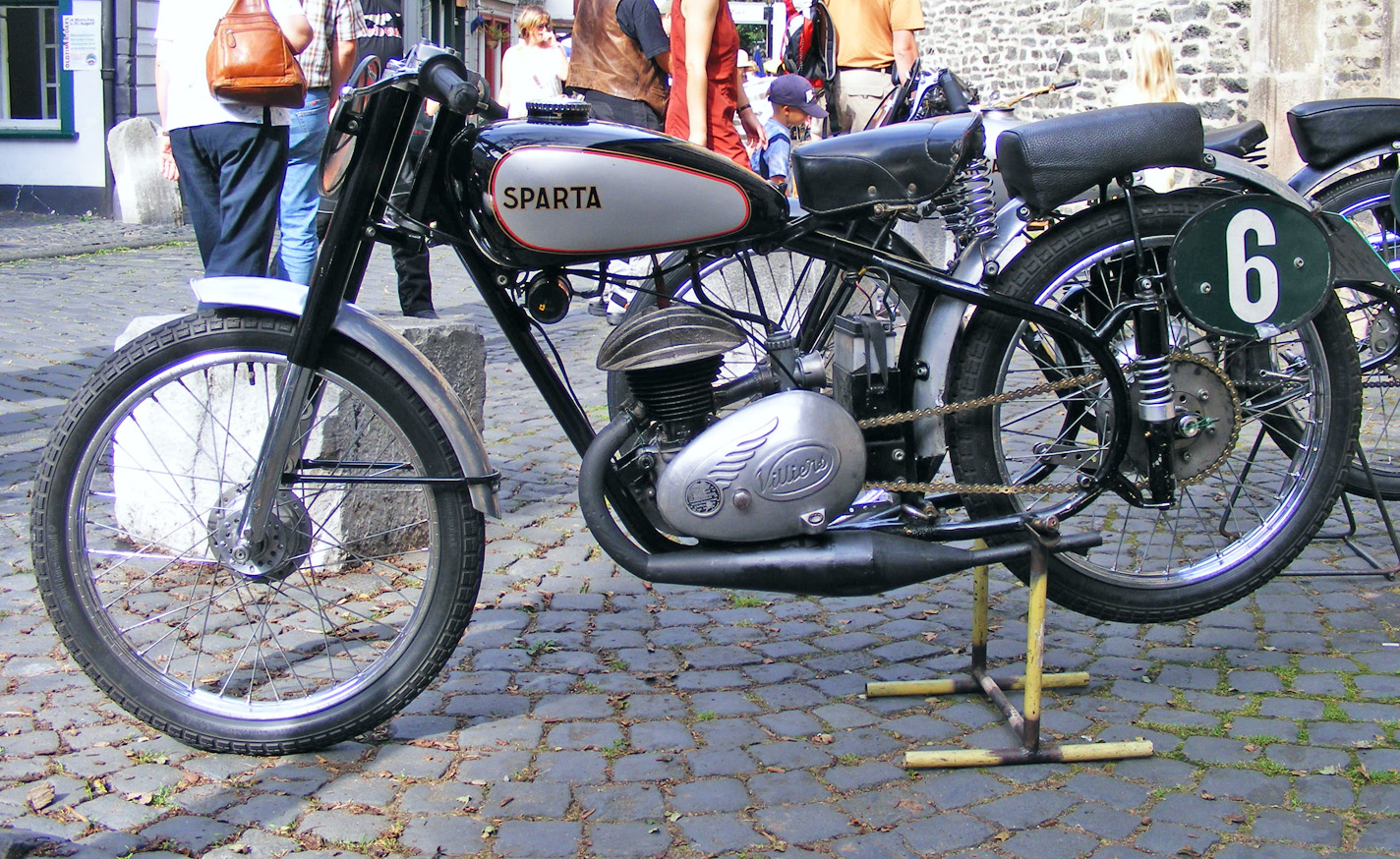
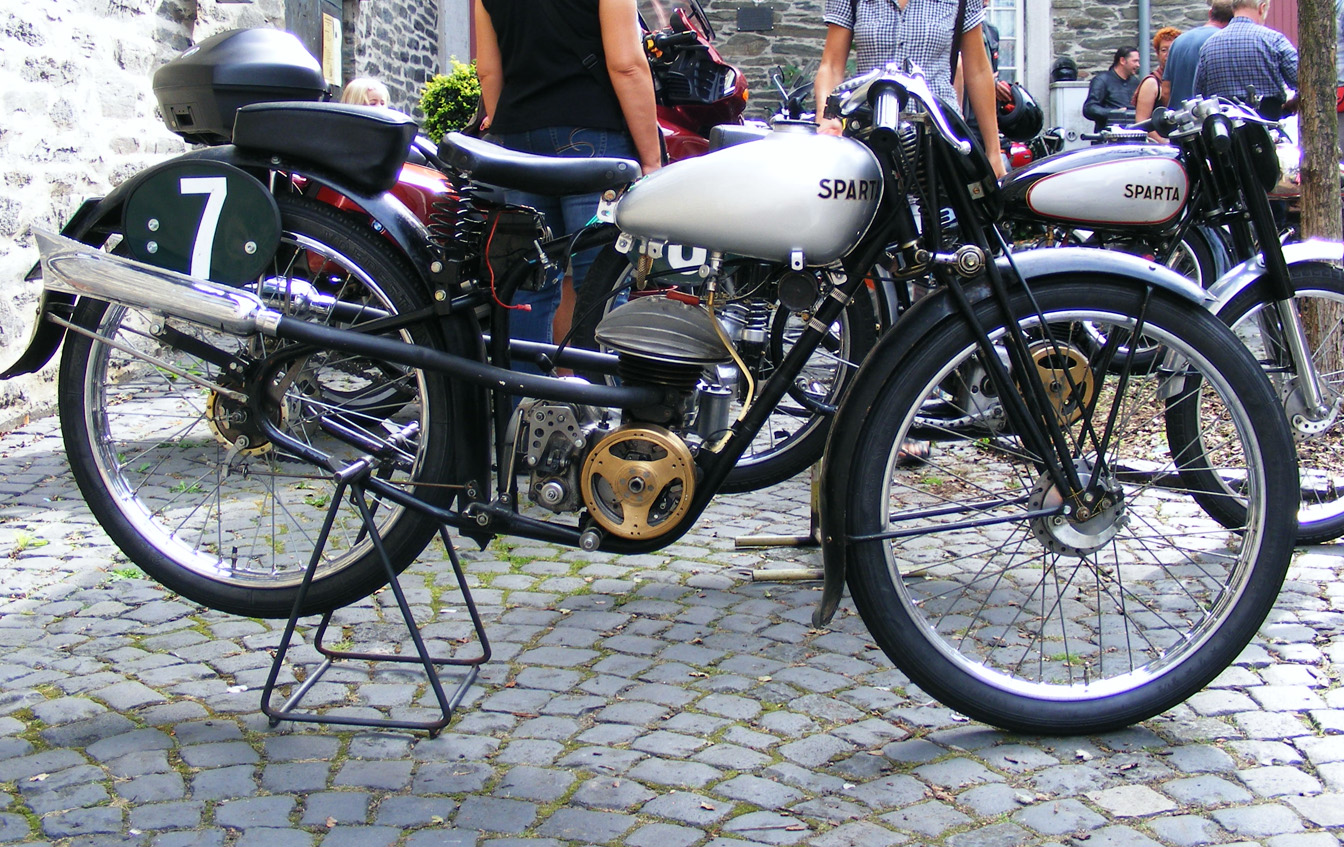